# Sinfonías de Anton Bruckner

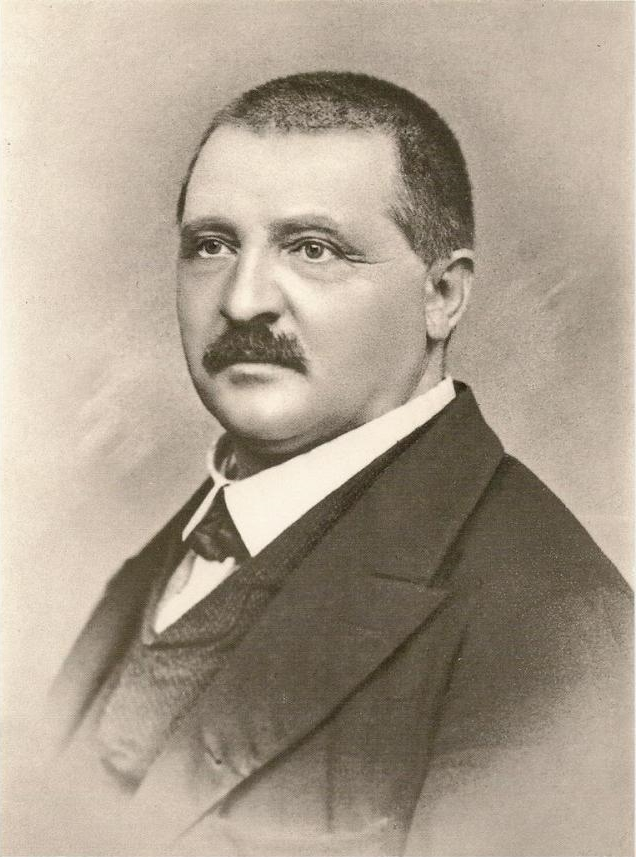
Anton Bruckner (1868)

El compositor austriaco Anton Bruckner compuso once sinfonías, la primera, la Sinfonía en fa menor, en 1863, la última, la Novena sinfonía inacabada, de 1893 a 1896.
La sinfonía en fa menor de Bruckner de 1863 fue inicialmente designada Sinfonía n.° 1 y, en una carta a su amigo Rudolf Weinwurm fechada el 29 de enero de 1865, Bruckner describió la sinfonía en do menor en la que estaba trabajando en ese momento como su Sinfonía n.° 2. Más tarde, Bruckner decidió dejar la sinfonía en fa menor sin numerar y llamó a la sinfonía en do menor de 1865/66 su “Sinfonía n.° 1”. De manera similar, la sinfonía en re menor de 1869 fue inicialmente designada Sinfonía n.° 2, mientras que la sinfonía en do menor de 1872 fue su Sinfonía n.° 3. En algún momento de 1872 o 1873, Bruckner decidió dejar la sinfonía en re menor sin numerar y llamó a la sinfonía en do menor de 1872 su “Sinfonía n.° 2”. 

## Período de Linz

### Sinfonía en fa menor
Otto Kitzler, el último profesor de composición de Bruckner, le asignó tres tareas finales como culminación de sus estudios: una obra coral (Salmo 112), una obertura (la Obertura en sol menor) y una sinfonía. La Sinfonía en fa menor la completó en 1863. Bruckner rechazó más tarde esta obra, pero no la destruyó. Si bien ciertamente recuerda a compositores anteriores como Robert Schumann,  también ya lleva las características del estilo de Bruckner posterior.  Kitzler simplemente le comentó que la obra "no estaba muy inspirada". Se interpretó por primera vez en 1924 y no se publicó en su totalidad hasta 1973. Ocasionalmente aparece como "Sinfonía n.º 00". 

### Sinfonía n.º 1 en do menor
La Sinfonía n.º 1 de Bruckner, en do menor, a veces llamada por Bruckner "das kecke Beserl" (traducida como "la doncella descarada"),  la completó en 1866, pero el manuscrito original de esta sinfonía no fue reconstruido hasta 1998. En cambio, como es habitual en el compositor, se conoce comúnmente por dos versiones posteriores, la llamada Versión de Linz, basada principalmente en revisiones rítmicas realizadas en Viena en 1877, y la Versión de Viena completamente revisada de 1891.

### Sinfonía en re menor
La siguiente sinfonía de Bruckner fue la Sinfonía en re menor de 1869, la llamada "Sinfonía n.º 0" ("Die Nullte" "La Nula"), obra que fue tan duramente criticada que Bruckner la descartó por completo. No se interpretó durante su vida, pero ha tenido bastante éxito posteriormente.
El estreno completo tuvo lugar el 12 de octubre de 1924, en el marco de los actos de celebración del centenario de Bruckner en Klosterneuburg, bajo la dirección de Franz Moißl. El mismo director ya había interpretado el scherzo y el final de la sinfonía el 17 de mayo del mismo año. La obra también se publicó por primera vez en 1924. Después la editó Leopold Nowak en su Edición crítica completa de 1968.

### Primer movimiento de una Sinfonía en si bemol mayor
El siguiente intento de Bruckner fue el primer movimiento de una Sinfonía en si bemol mayor, en la que no volvió a trabajar después. Hay una única grabación reciente disponible comercialmente de este movimiento: Ricardo Luna, Bruckner desconocido, CD Preiser Records PR 91250, 2013. 

## Período de Viena

### Sinfonía n.º 2 en do menor
La Sinfonía nº 2 en do menor de 1871/1872 fue revisada en 1873, 1876, 1877 y 1892. A veces se la llama Sinfonía de las pausas por su uso dramático de los silencios de toda la orquesta, característicos del compositor, que acentúan la forma de la pieza. En la edición Carragan de la versión de 1872, el Scherzo ocupa el segundo lugar y el Adagio el tercero. Está en la misma tonalidad que la Primera Sinfonía. 

### Sinfonía n.º 3 en re menor,Wagner
Bruckner compuso su Sinfonía n.º 3 en re menor en 1873. Se la presentó a Wagner junto con la Segunda, preguntándole cuál de las dos podría dedicarle. Wagner eligió la Tercera, y Bruckner le envió una copia en limpio poco después, razón por la cual la versión original de la Sinfonía dedicada a Wagner se conserva tan bien a pesar de las revisiones de 1874, 1876, 1877 y 1888-9. Un factor que ayudó a Wagner a elegir qué sinfonía aceptar fue que la Tercera contiene citas de los dramas musicales de Wagner, como Die Walküre y Lohengrin.  La mayoría de estas citas fueron eliminadas posteriormente en las versiones revisadas.

### Sinfonía n.º 4 en mi bemol mayor,Romántica
La Sinfonía n.º 4 en mi bemol mayor de Bruckner fue su primer gran éxito. Se la conoce más comúnmente como Sinfonía Romántica, lo que es el único epíteto realmente aplicado a una de sus sinfonías por el propio compositor. La versión de 1874 rara vez se interpreta. El éxito llegó en 1878, después de importantes revisiones, incluido un Scherzo y un Final completamente nuevos, y nuevamente en 1880-1, una vez más con un Final completamente reescrito. Esta versión se estrenó en 1881 (bajo la dirección de Hans Richter). Bruckner hizo más revisiones menores de esta sinfonía en 1886-1888.

### Sinfonía n.º 5 en si bemol mayor
La Sinfonía n.º 5 de Bruckner en si bemol mayor corona su era más productiva en la composición de sinfonías, terminada a principios de 1876. Hasta hace poco sólo se conocía la versión completamente revisada de 1878. En 2008, Akira Naito editó e interpretó la partitura original de esta sinfonía con la Tokyo New City Orchestra.  Muchos consideran que esta sinfonía es la obra maestra de Bruckner en el campo del contrapunto. Por ejemplo, el final es un movimiento combinado de forma de fuga y sonata: el primer tema (caracterizado por el salto descendente de una octava) aparece en la exposición como una fuga de cuatro partes en las cuerdas y el tema final de la exposición se presenta primero como coral en los metales, después como fuga a cuatro partes en el desarrollo, y culminando en una doble fuga con el primer tema en la recapitulación. Además, la coda combina no sólo estos dos temas sino también el tema principal del primer movimiento. Bruckner nunca la escuchó interpretada por una orquesta. 

### Sinfonía n.º 6 en la mayor
La Sinfonía n.º 6 en la mayor, escrita entre 1879 y 1881, es una obra que a menudo se descuida.  El ritmo característico de Bruckner (dos cuartos más un triplete de cuartos o viceversa) impregna esta obra, particularmente en el primer movimiento, lo que la hace especialmente difícil de interpretar.

### Sinfonía n.º 7 en mi mayor
La Sinfonía n.º 7 en mi mayor fue la más querida de las sinfonías de Bruckner entre el público de la época y sigue siendo la más popular. Fue escrita entre 1881 y 1883 y revisada en 1885. Durante el tiempo que Bruckner comenzó a trabajar en esta sinfonía, era consciente de que la muerte de Wagner era inminente, por lo que el Adagio es una música lenta y triste dedicada a Wagner, y por primera vez en la obra de Bruckner, las tubas de Wagner están incluidas en la orquesta. 

### Sinfonía n.º 8 en do menor
Bruckner comenzó a componer su monumental Sinfonía n.º 8 en do menor en 1884. En 1887 Bruckner envió la obra a Hermann Levi, el director que había llevado su Séptima sinfonía a ser un gran éxito. Pero Levi, que había dicho que la Séptima Sinfonía de Bruckner era la mayor sinfonía escrita después de Beethoven, creía que la Octava tenía un planteamiento musical confuso. Devastado por la evaluación de Levi,  Bruckner revisó la obra, a veces con la ayuda de Franz Schalk, y completó una nueva versión en 1890. Deryck Cooke escribe que "Bruckner no sólo recompuso [la Octava]... sino que la mejoró enormemente en varios sentidos... Esta es la única sinfonía que Bruckner no logró completamente en su primera versión, a la que no se puede volver." 

### Sinfonía n.º 9 en re menor
El logro final de la vida de Bruckner y en cierto modo su culminación, fue su Sinfonía n.° 9 en re menor, que comenzó en agosto de 1887 y que dedicó "A Dios el amado". Los primeros tres movimientos los completó a finales de 1894. Sólo el Adagio tardó 18 meses en completarlo, y los últimos dieciocho meses de la vida de Bruckner los dedicó al final del cuarto movimiento. El final de la composición de la obra se retrasó por la mala salud del compositor y por su obligación autoimpuesta de revisar sus primeras sinfonías, y cuando murió en 1896 no había terminado el último movimiento. Los tres primeros movimientos no se interpretaron hasta su estreno en Viena (en la versión muy revisada de Ferdinand Löwe) el 11 de febrero de 1903. Bruckner sugirió utilizar su Te Deum como final, lo que completaría el homenaje a la Novena sinfonía de Beethoven (también en re menor). El problema era que el Te Deum está en do mayor, mientras que la Novena Sinfonía está en re menor, y, aunque Bruckner comenzó a esbozar una transición de la tonalidad del Adagio de mi mayor a la tonalidad triunfante de do mayor, no siguió con la idea. En el momento de su muerte el 11 de octubre de 1896, Bruckner había completado la mayor parte, si no todo, del final del cuarto movimiento, con aproximadamente 560 compases en bifolios secuenciales numerados de la propia mano de Bruckner. Ha habido varios intentos de reunir, aumentar cuando sea necesario y preparar el material manuscrito superviviente del Finale para su interpretación. Las dos finalizaciones más conocidas son las de William Carragan (1983-2010) y las del comité de musicólogos, compositores y directores formado por Nicola Samale, John Philips, Benjamin-Gunnar Cohrs y Giuseppe Mazzuca (SPCM, 1984-2012).

## Directores
Jascha Horenstein realizó la primera grabación de una sinfonía completa de Bruckner (n.º 7) con la Filarmónica de Berlín en 1928.
El discípulo de Mahler, Bruno Walter actuó como "embajador" de Bruckner en Estados Unidos y realizó célebres grabaciones de sus sinfonías 4, 7 y 9, al final de su carrera y escribió un ensayo sobre "Bruckner y Mahler". Otto Klemperer, también discípulo de Mahler, dirigió una de las dos primeras grabaciones de Bruckner (el Adagio de la Octava Sinfonía en 1924).  Posteriormente grabó las Sinfonías de la 4 a la 9.  Wilhelm Furtwängler debutó como director con la Novena Sinfonía en 1906 y dirigió a Bruckner constantemente a lo largo de su carrera. Otros pioneros directores de Bruckner fueron F. Charles Adler y Volkmar Andreae.
Hans Knappertsbusch fue inusual al continuar interpretando las primeras ediciones publicadas de las sinfonías de Bruckner incluso después de que las ediciones críticas estuvieron disponibles. Considerado el mayor especialista en Bruckner, Eugen Jochum grabó muchas veces las sinfonías numeradas de Bruckner, al igual que Herbert von Karajan, Günter Wand, también especialistas en la obra del compositor y que además de grabaciones de audio, también realizaron muchas grabaciones en vídeo de sus conciertos de Bruckner. Georg Tintner recibió elogios en una etapa avanzada de su vida por su ciclo completo de grabaciones en el sello Naxos. En Japón, las sinfonías de Bruckner fueron dirigidas por Takashi Asahina, y se han publicado en discos compactos múltiples grabaciones en conciertos de cada sinfonía dirigidas por él.
El director rumano Sergiu Celibidache no dirigió todas las sinfonías de Bruckner, pero las que dirigió dieron como resultado lecturas de gran amplitud, posiblemente las interpretaciones más largas de las obras registradas en sus conciertos en vivo. Esto es especialmente cierto en el caso de su versión de la Octava Sinfonía, que dura más de 100 minutos. Aunque nunca hizo grabaciones comerciales de Bruckner, ya que detestaba registrar discos, después de su muerte se publicaron varias grabaciones de sus conciertos. Aunque no hay unanimidad muchos críticos las consideran como versiones de referencia de la interpretación de las partituras elegidas en cada caso por el director, entre al diversas versiones disponibles. Su alumno Cristian Mandeal grabó en los años 1980 las nueve sinfonías numeradas con la Orquesta Filarmónica de Cluj-Napoca.
Eliahu Inbal grabó uno de los primeros ciclos, el primero que comprende las 11 sinfonías, que incluía algunas versiones no grabadas anteriormente. Por ejemplo, Inbal fue el primer director en grabar la primera versión de la Tercera, la Octava y el final completo de la Novena de Bruckner. Daniel Barenboim, especialista en Bruckner y Wagner grabó un ciclo de 10 sinfonías de Bruckner con la Orquesta Sinfónica de Chicago y un ciclo posterior de 9 sinfonías con la Filarmónica de Berlín, los dos muy wagnerianos. Ambos se destacan por incluir la última composición sinfónica completa de Bruckner, Helgoland (1893) para coro de hombres y gran orquesta. En 2017, Barenboim y la Staatskapelle Berlin presentaron las nueve sinfonías numeradas en una serie de conciertos en el Carnegie Hall de Nueva York.  Sir Georg Solti también grabó un ciclo de décimas sinfonías con la Sinfónica de Chicago. Bernard Haitink grabó un ciclo de 10 sinfonías de Bruckner con la Orquesta del Concertgebouw y regrabó varias sinfonías con la Filarmónica de Viena y la Filarmónica de Berlín. Stanisław Skrowaczewski grabó las 11 sinfonías con la Rundfunk-Sinfonieorchester Saarbrücken.
En la década de 1980, Gennady Rozhdestvensky grabó un ciclo completo de las once sinfonías, incluidas las dos versiones de la Sinfonía n.° 1, las tres versiones de la Sinfonía n.° 3, así como su Adagio de 1876, las dos versiones de la Sinfonía n.° 4, así como su "Volksfest Finale" de 1878 y la reorquestación de Mahler, y la finalización por parte de Samale y Mazzuca del final de la Sinfonía n.º 9. El ciclo no incluyó la versión de 1872 de la Sinfonía n.° 2 ni la versión de 1888 de la Sinfonía n.° 4 ya que aún no estaban publicadas. La versión de 1887 de la Sinfonía n.º 8, aparentemente fue grabada en febrero de 1988, pero no ha sido publicada. Resulta curioso que el ciclo de un director ruso como Rozhdestvensky siga siendo el más completo y erudito editado hasta la fecha. 
Carlo Maria Giulini, que restringía sumamente su repertorio, se especializó en las últimas sinfonías de Bruckner, sobre todo la novena así como la número 2. Giuseppe Sinopoli estaba en proceso de grabar todas las sinfonías de Bruckner en el momento de su muerte en el podio.
Más recientemente, Riccardo Chailly, Christoph von Dohnányi, Christian Thielemann, Mariss Jansons y Benjamin Zander han grabado varias sinfonías de Bruckner. Leon Botstein es el director más reciente en grabar versiones calificadas como no auténticas de las sinfonías de Bruckner (por ejemplo, la versión de Schalk de 1894 de la Quinta). En 2015, Simone Young completó su ciclo de las 11 sinfonías con la Filarmónica de Hamburgo. Markus Bosch y Georg Tintner también han grabado ciclos completos de las 11 sinfonías. Rémy Ballot ha registrado un ciclo completo en la Iglesia Basílica del Monasterio de San Florián. Gerd Schaller ha grabado las 11 sinfonías, junto con la Misa n.º 3 y el Salmo 146.